# Místní samospráva v Izraeli
Systém místní vlády v Izraeli (hebrejsky: רשות מקומית‎) je soubor orgánů, které mají podle směrnic Ministerstva vnitra za úkol městské plánování, regulaci využití území (zoning) a zajištění pitné vody a integrovaného záchranného systému, stejně jako vzdělání a kulturu.
Izraelská místní vláda má téměř vždy jednu z následujících forem:
- městská rada, která vládne velké samosprávě
- místní rada, která vládne malé samosprávě
- oblastní rada, která vládne skupině komunit, často, avšak ne nezbytně, venkovského charakteru

Předseda rady nebo starosta jsou, stejně jako jejich spolupracovníci v radě, voleni v procesu demokratický voleb. Pokud by byly činnosti rady bráněny závažnou finanční krizí, je oprávněn ministr vnitra tuto radu rozpustit, odvolat předsedu rady a jmenovat speciální komisi, aby v mezidobí neexistence rady zastoupila její funkci, až do vyřešení problému. Rady mohou vydávat místní nařízení, za účelem zlepšení kvality života svých občanů.
Města a místní rady jsou sjednocený v rámci „Centra pro místní vládu v Izraeli“, které bylo založeno v roce 1938, zatímco oblastní rady jsou organizovanány v samostatném orgánu.